# Colonia Tenochtitlán
Colonia Tenochtitlán är en ort i Mexiko.   Den ligger i kommunen Santa Cruz Xoxocotlán och delstaten Oaxaca, i den sydöstra delen av landet, 400 km sydost om huvudstaden Mexico City. Colonia Tenochtitlán ligger 1 600 meter över havet och antalet invånare är 125.
Terrängen runt Colonia Tenochtitlán är kuperad västerut, men österut är den platt. Runt Colonia Tenochtitlán är det tätbefolkat, med 570 invånare per kvadratkilometer. Närmaste större samhälle är Oaxaca de Juárez, 5,1 km nordost om Colonia Tenochtitlán. I omgivningarna runt Colonia Tenochtitlán växer huvudsakligen savannskog.